# 細川展裕
細川 展裕（ほそかわ のぶひろ、1958年11月3日 - ）は、日本の演劇プロデューサー、実業家。株式会社スマートリバー社長。愛媛県新居浜市出身。

## 経歴
1958年、愛媛県出身。愛媛県立西条高等学校、関西大学社会学部卒業。千里山生活協同組合、トリオ・レコードを経て、幼馴染の鴻上尚史に誘われ、劇団「第三舞台」制作部に参加。
1985年に劇団制作部を「株式会社オフィス・ザ・サードステージ」として法人化（後に「株式会社サードステージ」に改称）。同年から1998年までの全ての第三舞台公演及びサードステージ公演のプロデューサーを務める。
1999年からは劇団☆新感線のプロデュースにも携わり、2000年に株式会社ヴィレッヂ社長に就任、以降全ての劇団☆新感線公演及びヴィレッヂプロデュース公演のエグゼクティブ・プロデューサーを務める。また、株式会社スマートリバー社長として、愛媛県松山市のロックバー「Bar Epitaph」及び東京都新宿区のカレー店「エピタフカレー」のオーナーでもある。
1998年〜2000年には、株式会社デジタルステージ社長も務めた。

## 演劇作品

### 第三舞台・サードステージ関連
- 朝日のような夕日をつれて'85（1985年）
- 春にして君とわかれ（1985年）
- リレイヤー（1985年）
- もうひとつの地球にある水平線のあるピアノ（1985年）
- デジャ・ヴュ'86（1986年）
- スワンソングが聴こえる場所（1986年）
- ハッシャ・バイ（1986年）
- 朝日のような夕日をつれて'87（1987年）
- 朝日のような夕日をつれて〜天之磐戸編（1987年）
- モダンホラー特別編（1987年）
- 天使は瞳を閉じて（1988年）
- 大恋愛（1988年）
- 宇宙で眠るための方法について序章（1989年）
- ピルグリム（1989年）
- 真夏の夜の夢（1989年）
- ビー・ヒア・ナウ（1990年）
- 小暮伝衛門一悪魔芝居～好色萬聲男（1990年）
- 朝日のような夕日をつれて'91（1991年）
- ハッシャ・バイ（1991年）
- 天使は瞳を閉じて～インターナショナルヴァージョン～（1991年）
- デジャ・ヴュ（1991年）
- ヴァンプショウ（1992年）
- トランス（1993年）
- スナフキンの手紙（1994年）
- ゴドーを待ちながら（1994年）
- パレード旅団（1995年）
- 祈る女（1995年）
- トランス Performance vol.2（1996年）
- リレイヤーIII（1996年）
- 朝日のような夕日をつれて'97（1997年）
- トランス（1998年）

### 劇団☆新感線・ヴィレッヂ関連
- PSY U CHIC　西遊記〜仮名絵本西遊記より〜（1999年）
- 犬夜叉（2000年）
- 阿修羅城の瞳〜BLOOD GETS IN YOUR EYES（2000年）
- 古田新太之丞東海道五十三次地獄旅 ～踊れ！いんど屋敷（2000年）
- 犬夜叉（2001年）
- 野獣郎見参〜BEAST IS RED（2001年）
- 大江戸ロケット（2001年）
- ヴィレッヂプロデュース「夢見る無法者」（2001年）
- 直撃!ドラゴンロック3～轟天対エイリアン（2001年）
- スサノオ～神の剣の物語（2002年）
- アテルイ（2002年）
- 七芒星（2002年）
- ヴィレッヂプロデュース「1989」（2003年）
- 花の紅天狗（2003年）
- 阿修羅城の瞳〜BLOOD GETS IN YOUR EYES（2003年）
- レッツゴー!忍法帖（2003年）
- 髑髏城の七人＜アカドクロ＞（2004年）
- ヴィレッヂプロデュース「真昼のビッチ」（2004年）
- 髑髏城の七人＜アオドクロ＞（2004年）
- SHIROH（2004年）
- 荒神〜AraJinn（2005年）
- 吉原御免状（2005年）
- メタル マクベス（2006年）
- Cat in the Red Boots（2006年）
- 朧の森に棲む鬼（2007年）
- 犬顔家の一族の陰謀 ～金田真一耕助之介の事件です。ノート（2007年）
- IZO（2008年）
- 五右衛門ロック（2008年）
- 蜉蝣峠（2009年）
- 蛮幽鬼（2009年）
- 薔薇とサムライ～GoemonRock OverDrive（2010年）
- 鋼鉄番長（2010年）
- 港町純情オセロ（2011年）
- 髑髏城の七人（2011年）
- シレンとラギ（2012年）
- 雪之丞一座参上公演「サイケデリック・ペイン」（2012年）
- ZIPANG PUNK〜五右衛門ロックⅢ（2012年）
- 断色（2013年）
- 蒼の乱（2014年）
- ラストフラワーズ（2014年）
- 五右衛門vs轟天（2015年）
- 乱鶯（2016年）
- Vamp Bamboo Burn～ヴァン!バン!バーン!～（2016年）
- 髑髏城の七人 Season花（2017年）
- 髑髏城の七人 Season鳥（2017年）
- 髑髏城の七人 Season風（2017年）
- 髑髏城の七人 Season月（2017年）
- 修羅天魔～髑髏城の七人 Season極（2018年）
- メタルマクベス disc1（2018年）
- メタルマクベス disc2（2018年）
- メタルマクベス disc3（2018年）
- 偽義経冥界歌（2019年）
- けむりの軍団（2019年）
- 偽義経冥界歌（2020年）
- 浦島さん（2020年）
- カチカチ山（2020年）
- 月影花之丞大逆転（2021年）
- 狐晴明九尾狩（2021年）
- 神州無頼街（2022年）
- 薔薇とサムライ2〜海賊女王の帰還（2022年）
- ミナト町純情オセロ〜月がとっても慕情編（2023年）
- 天號星（2023年）
- バサラオ（2024年）

### その他
- 象（1998年）
- 天保十二年のシェイクスピア（2002年）
- 真（MA）夏の夜の夢（2004年）
- Judas, Christ with Soy（2015年）
- あんまと泥棒（2019年）

## 映画作品
- 青空に一番近い場所　※製作（1994年）

## 受賞
- 平成29年度（第68回）芸術選奨文部科学大臣賞（芸術振興部門）受賞[1]
- 「愛顔のえひめ文化・スポーツ賞」受賞（2018年6月4日）[2]

## 著作
- 『演劇プロデューサーという仕事：「第三舞台」「劇団☆新感線」はなぜヒットしたのか』（2018年・小学館）ISBN 978-4093897808[3][4]

## ラジオ

### 細川展裕+（プラス）
※FM愛媛にて不定期放送 アシスタント：渡部志織（FM愛媛パーソナリティ）
- 2019年1月3日
- 2019年8月16日（ゲスト：古田新太）
- 2020年1月3日（ゲスト：須賀健太）
- 2020年8月14日（ゲスト：生田斗真）
- 2021年1月1日（ゲスト：鴻上尚史）
- 2021年8月9日（ゲスト：中村倫也）
- 2022年1月2日（ゲスト：堀井雄二・石村和徳）
- 2022年7月17日（ゲスト：福士蒼汰・宮野真守）
- 2023年1月2日（ゲスト：森山未來）
- 2023年7月23日（ゲスト：小栗旬）
- 2024年1月3日（ゲスト：早乙女太一・早乙女友貴）
- 2024年9月8日（ゲスト：生田斗真・中村倫也）
- 2025年1月1日（ゲスト：大根仁）